# 屈斯里
屈斯里（法語：Cuisery，法語發音：[kɥizʁi]）是法国索恩-卢瓦尔省的一个市镇，属于卢昂区。

## 地理
屈斯里（46°33'32"N, 5°0'5"E）面积11.29 平方千米，位于法国勃艮第-弗朗什-孔泰大區索恩-卢瓦尔省，该省份为法国中部省份，北起顺时针与科多尔省、汝拉省、安省、罗讷省、卢瓦尔省、阿列省和涅夫勒省接壤。
与屈斯里接壤的市镇（或旧市镇、城区）包括：卢瓦西、拉贝热芒德屈斯里、拉热内特、普雷蒂、拉特内勒。

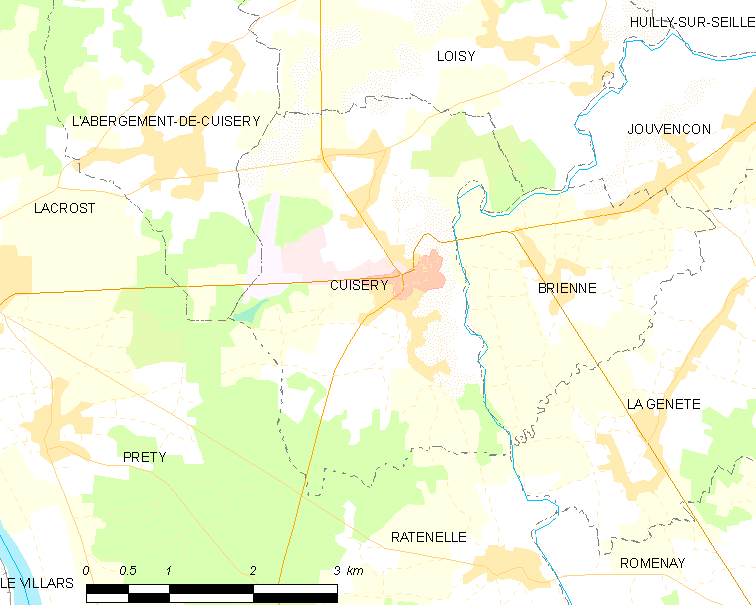
屈斯里的OSM定位图

屈斯里的时区为UTC+01:00、UTC+02:00（夏令时）。

## 行政
屈斯里的邮政编码为71290，INSEE市镇编码为71158。

## 政治
屈斯里所属的省级选区为屈索县。

## 人口

1962-2008年间屈斯里人口变化图示

屈斯里于2022年1月1日时的人口数量为1580人。